# Pedro Arispe
Pedro Arispe (30. září 1900 – 4. května 1960), přezdívaný El Indio, byl uruguayský fotbalista. Vyhrál zlatou medaili ve fotbalových turnajích na Letních olympijských hrách 1924 a Letních olympijských hrách 1928.
V průběhu 17 sezón (1919–1937) odehrál více než 300 zápasů v uruguayské Primera División za Rampla Juniors, v roce 1927 vyhrál titul a v roce 1932 skončil druhý. Hrál také za amatérské týmy Belgrano Oriental, Reformers a Albion del Cerro.
Byl asistentem trenéra Alberta Suppiciho během Mistrovství světa ve fotbale 1930.